# Andorra i olympiska sommarspelen 1984
Andorra deltog i de olympiska sommarspelen 1984 med en trupp bestående av 2 deltagare. Ingen av landets deltagare erövrade någon medalj.